# Ranko Stojić (glumac)
Ranko Stojić (Vinkovci, 1952. – Zagreb, 19. srpnja 2021.) bio je hrvatski kazališni, televizijski i filmski glumac.

## Filmografija

### Televizijske uloge
- "Ponos Ratkajevih" kao pijani četnik (2008.)
- "Obični ljudi" kao sudac (2007.)
- "Zabranjena ljubav" kao provalnik Mihael (2006.)
- "Smogovci" (1986.)
- "Ne daj se, Floki" kao mladić (1985.)
- "Nepokoreni grad" (1982.)

### Sinkronizacija
- "Jan i pirati iz Nigdjezemske" kao Smi (2015.)
- "Mickey Mouse Clubhouse" kao Ludwig Von Drake (2015.)
- "Cijepanje Adama" kao profesor Lloyd (2015.)
- "Avioni 2: Nebeski vatrogasci" (2014.)
- "Jinxed" kao djedica (2013.)
- "T.U.F.F. Puppy" kao gdin. Pop (2013.)
- "Sanjay i Craig" kao Benjamin Franklin (2013.)
- "iCarly" kao Albert Einstein (2012.)
- "Avanture neustrašivog Teda" (2012.)
- "Kung fu Panda: Legende o fenomentastičnom" kao gdin. Ping (2012. – 2015.)
- "Oliva noj" kao pripovjedač (2011.)
- "Big Time Rush" kao J.D. (2011.)
- "Pingvini s Madagaskara" kao ujak Nigel (2011.)
- "Simsala Grimm" kao Doktor Kroki (2011.)
- "Medvjedić Winnie" kao Winnie Pooh (2011.)
- "Ljepotica i zvijer" kao Moris (2010.)
- "Princeza i žabac" kao maškar svinja (2009.)
- "Mala sirena 1" kao svećenik (2006.)
- "Kuća monstrum" kao Crnobrnja (2006.)
- "Izbavitelji 1" (2004.)
- "Casper lovi Božić" kao zeleni duh Svidro (2000.)
- "Labuđa princeza 3: Tajna začaranog blaga" kao Bromley (1998.)
- "Chuggington" kao Stari parni Perica
- "Medvjedići dobra srca" kao Zvjerko, baka, Doktor Jeza i Kiselić (1986.–1988.)
- "Nove pustolovine Winnieja Pooha" kao Winnie Pooh

## Vanjske poveznice
- Ranko Stojić u internetskoj bazi filmova IMDb-u (engl.)
- Stranica na Kazalište Trešnja.hr  Arhivirana inačica izvorne stranice od 18. ožujka 2011. (Wayback Machine)